# 楊紹祥
楊紹祥（越南语：／；1895年—？年），越南阮朝官員。

## 生平
楊紹祥是河東省應和府山朗縣芳亭總雲亭社（今屬河內市應和縣雲亭市鎮）人，協辦大學士楊琳之孫，楊璠之子，成泰七年（1895年）出生。維新九年（1915年），楊紹祥參加河南場鄉試，考中舉人。啟定四年（1919年），參加會試，文卷本被黜落，但因這是最後一科科舉，特准參加殿試，考中三甲同進士出身。
楊紹祥初任機密院承派，後任平江知府。保大二年（1927年）六月，調任寧江知府。保大六年（1931年），調任建昌知府。次年（1932年），升太平二項布政使。保大九年（1934年），升太平一項布政使，後升任廣安二項巡撫。保大十三年（1934年），調任永安二項巡撫。保大十五年（1940年）正月，升永安一項巡撫。保大十七年（1942年）正月，升署興安二項總督，不久再升一項總督。保大十九年三月四日（1944年3月27日），調任海陽一項總督。
1945年7月，楊紹祥辭去海陽總督一職。次年當選為越南民主共和國河東省人民議會代表。